# Ligne de Longueville à Esternay
La ligne de Longueville à Esternay est une ligne ferroviaire française à écartement standard et à voie unique des régions Île-de-France et Grand Est. C'est une ligne transversale de l'ancienne compagnie des chemins de fer de l'Est, intégrée à la SNCF en 1938.
Elle constitue la ligne no 003 000 du réseau ferré national. Historiquement, elle constituait la ligne 216 dans l'ancienne numérotation SNCF des lignes de la région Est.

## Histoire

### De Longueville à Provins
Un projet de liaison Les Ormes-sur-Voulzie – Longueville – Provins, long de douze kilomètres, est étudié lors du choix du tracé de la ligne de Montereau à Troyes. La ligne, prévue à traction animale, est concédée à Monsieur Lauzin de Rouville par un décret le 28 juillet 1852. La Compagnie du chemin de fer de Provins aux Ormes est constituée par un acte signé les 15, 18, 21 septembre 1853. Elle est autorisée par un décret impérial du 12 octobre suivant qui entérine le transfert de la concession. La concession est abandonnée lors de l'approbation du tracé de la ligne de Paris-Est à Mulhouse-Ville. Un décret impérial du 18 janvier 1855 confie la construction des lignes « de Longueville à Provins » et de « Chalmaison aux Ormes » à la Compagnie des chemins de fer de l'Est.
Le tronçon de Nangis à Flamboin de la ligne de Paris-Est à Mulhouse-Ville est achevé le 25 avril 1857. Vingt mois plus tard, le 11 décembre 1858, l'embranchement vers Provins, long de sept kilomètres, est ouvert au trafic. Il permet aux Provinois de rejoindre la grande ligne en quinze minutes.
En 1887, dix à douze départs par jour et par sens relient la ville à Paris avec un changement à Longueville en deux à trois heures de trajet. De sept à neuf trains par jour relient Provins à Troyes en trois heures ; trois trains quotidiens permettent par ailleurs de se rendre à Montereau, grâce à la ligne de Flamboin-Gouaix à Montereau, avec une heure et quart de trajet.

## Ambulant postal

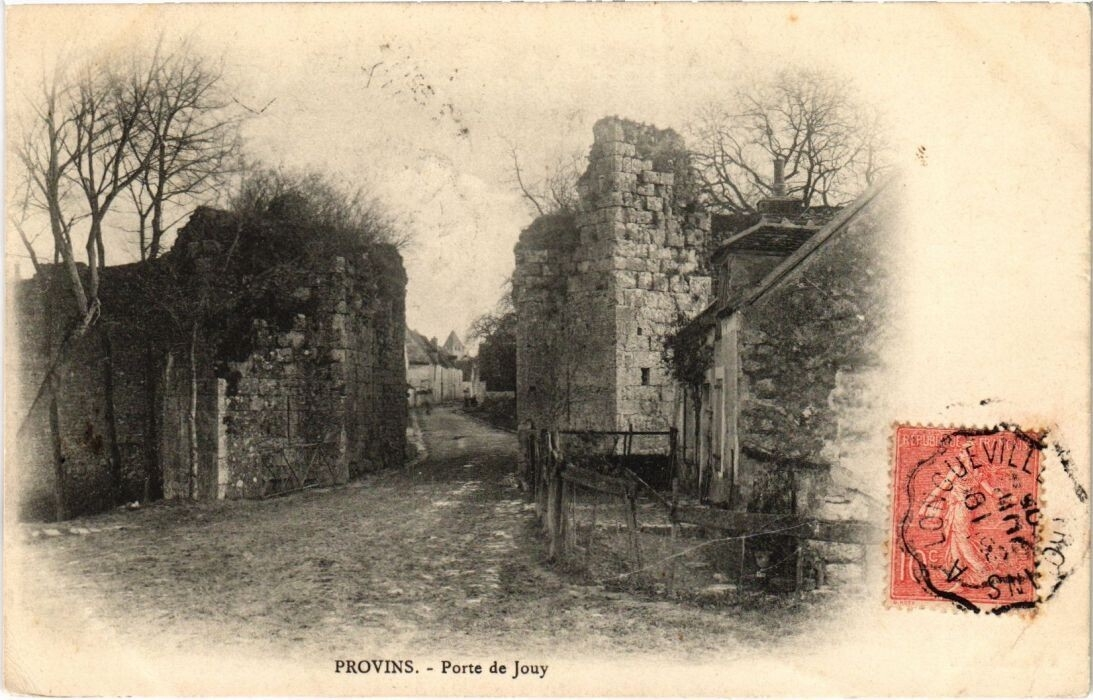
Carte postale comportant le timbre à date crénelé d'ambulant postal sur la ligne de Provins à Longueville daté de 1905.

Un service d' ambulant postal a fonctionné sur cette ligne avant la guerre 14. Les lettres étaient déposées dans les gares et, dans le train, un employé oblitérait le courrier avec un timbre à date rond à créneaux, typique des cachets d'ambulants postaux français du début du XXè siècle.

### De Provins à Esternay
Une loi du 17 juillet 1878 autorise le prolongement de la ligne de Provins à Esternay, dans le département voisin de la Marne via Villiers-Saint-Georges. La ligne est déclarée d'utilité publique par une loi le 7 janvier 1881, dans le cadre des lignes classées en 1879 dans le réseau complémentaire, dont la réalisation est estimée nécessaire à l'économie régionale. La section de Provins à Esternay est concédée à titre définitif par l'État à la Compagnie des chemins de fer de l'Est par une convention signée entre le ministre des Travaux publics et la compagnie le 11 juin 1883. Cette convention est approuvée par une loi le 20 novembre suivant. Toutefois, l'exécution des travaux, d'abord ajournée à 1894, tarde et la mise en service de ce tronçon est finalement réalisée le 3 novembre 1902.
La ligne est fermée au service des voyageurs entre Provins et Esternay le 15 septembre 1952 et au service des marchandises entre Villiers-Saint-Georges et Esternay le 3 novembre 1969.

## Infrastructure
Seule la section de Longueville à Villiers-Saint-Georges est encore ouverte. Entre Villiers-Saint-Georges et Esternay, la voie est déposée.
Le renouvellement des rails entre Provins et Longueville a fait l'objet d'un chantier qui s’est étalé sur un peu plus de quatre mois, du 24 mai au 30 septembre 2010. Ce chantier a représenté un budget de 6 millions d'euros intégralement financé par Réseau ferré de France. En effet, l'arrivée des nouvelles rames Bibi, l'augmentation des horaires et le cadencement plus riche, ont nécessité des travaux de renouvellement de tous les éléments de la voie : rails, traverses et ballast. L'opération, assurée par 80 opérateurs, techniciens et ingénieurs s'est caractérisé notamment par 14 000 traverses en béton posées sur 15 000 tonnes de ballast neuf. La vitesse des trains de voyageurs a ainsi pu être relevée de 60 à 70 km/h.

### Électrification
La ligne est électrifiée en 25 kV – 50 Hz sur les 7 km à voie unique de Longueville à Provins. Les travaux ont commencé en janvier 2019, ils devaient se dérouler jusqu'en 2021. Toutefois, la mise en service de cette électrification fut reportée vers juillet 2022. Elle est effective le 3 juillet 2022.

### Vitesses limites
La vitesse limite de la ligne en 2012 pour les AGC et les trains V 120 est de 70 km/h.

## Exploitation
La ligne n'est plus desservie que par des trains de voyageurs d'Île-de-France (Transilien) entre Longueville et Provins, généralement à partir de Paris-Est.
Longtemps assurée par des éléments automoteur doubles (EAD), la desserte de la ligne a été reprise en 2004 par des RIB/RIO tractées par des BB 67400. Depuis 2008, ces rames vieillissantes ont été remplacées par de nouveaux automoteurs bi-mode B 82500, dits « Bibi ».
Quelques trains de marchandises, ainsi que les trains de l'AJECTA, parfois pour des tournages de films, subsistaient entre Provins et Villiers-Saint-Georges. En 2023, la SNCF suspend l'exploitation de cette section car — à la suite d'un manque d'entretien — celle-ci nécessite une remise en état dont le coût serait de deux millions d'euros.

## Projets
En décembre 2009, le site Web « provins.evous.fr » fait état d'une information sur la réouverture « annoncée » de la section de ligne Provins - Villiers-Saint-Georges, mais sans plus de précisions. Cependant, on ne sait pas si le projet de réouverture de la gare de Villiers-Saint-Georges va permettre également de rouvrir les gares de Léchelle et de Beauchery, deux anciennes gares entre Provins et Villiers-Saint-Georges.

## Galerie de photographies

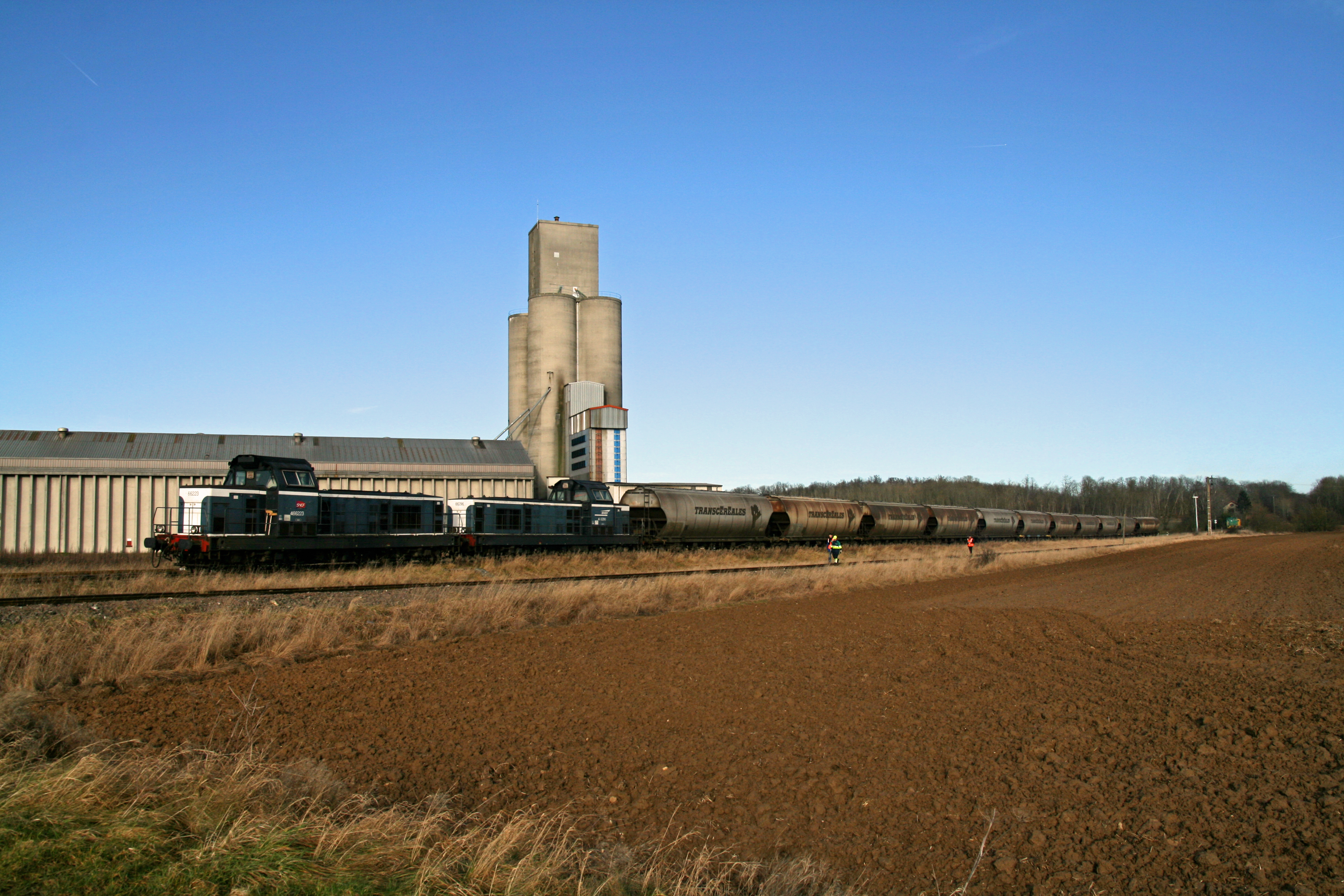
Restitution d'une rame céréalière à Beauchery. Première circulation SNCF depuis que la CFTA a déserté la ligne 216.
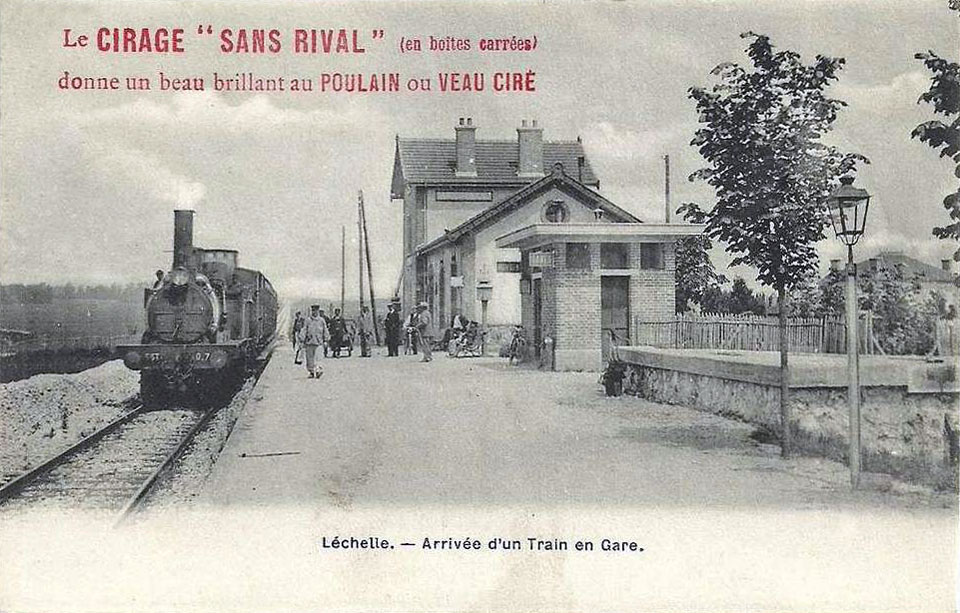
Arrivée d'un train en gare de Léchelle vers 1900.
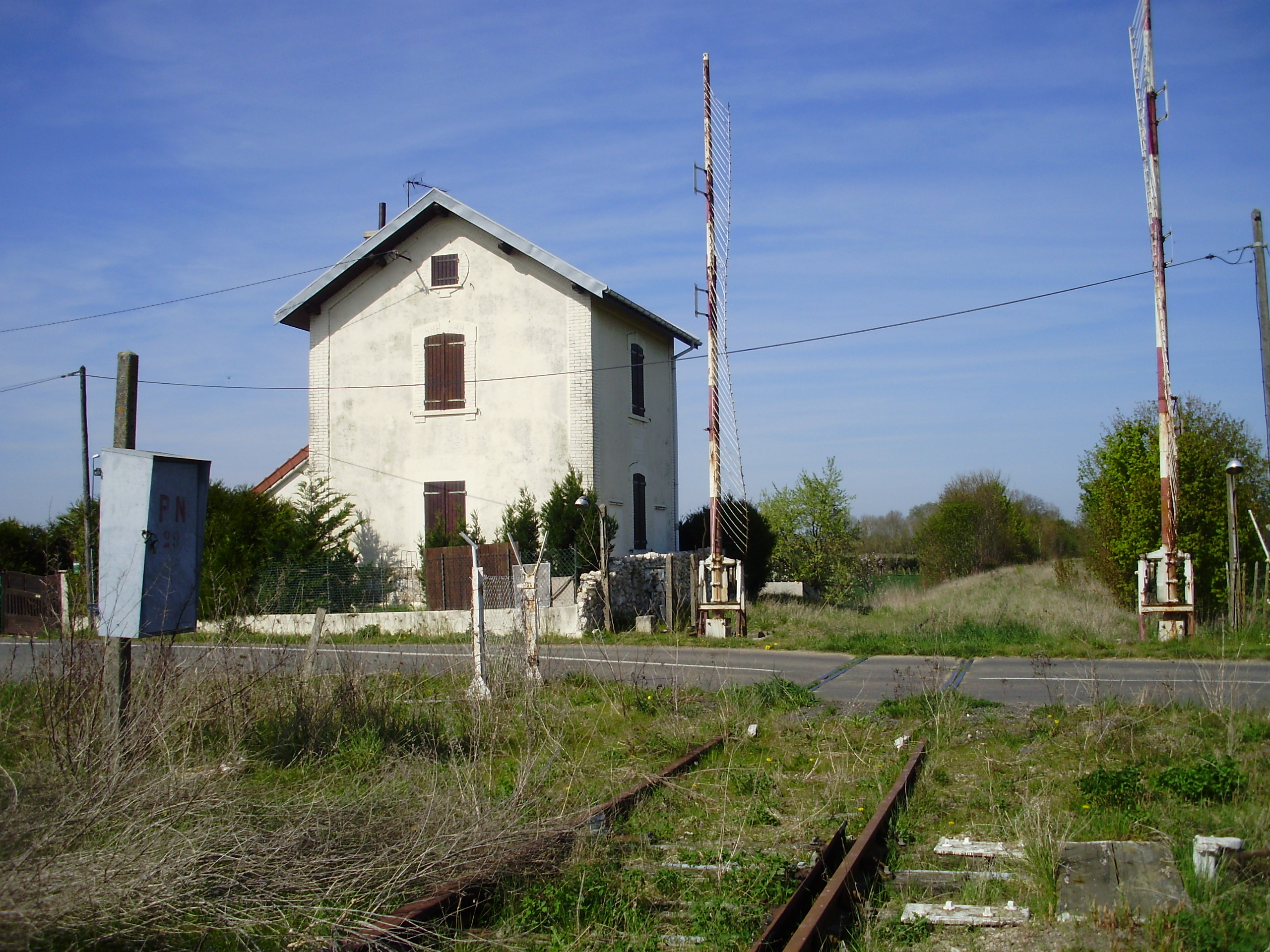
Passage à niveau (PN) no 29 à 500 m environ au nord de la gare de Villiers-Saint-Georges. La voie est déposée quelques centaines de mètres au-delà du PN.